# تصفيات بطولة آسيا تحت 23 سنة لكرة القدم 2016
كانت تصفيات بطولة آسيا تحت 23 سنة لكرة القدم 2016 منافسة كرة قدم للرجال تحت 23 سنة حددت الفرق المشاركة في بطولة آسيا تحت 23 سنة لكرة القدم 2016. يحق للاعبين الذين ولدوا في 1 يناير 1993 أو بعد ذلك التاريخ أن يتنافسوا في هذه البطولة.
تأهل ما مجموعه 16 فريق للعب في البطولة النهائية، بما في ذلك قطر التي تأهلت تلقائيا كمضيفة.
أعلى ثلاثة فرق من البطولة النهائية تأهلت لمسابقة كرة قدم الرجال في الألعاب الأولمبية الصيفية 2016 بالبرازيل.

## القرعة
تم إجراء قرعة التصفيات في 4 ديسمبر 2014، الساعة 11:00 ت ع م+8، في بيت الاتحاد الآسيوي في كوالالمبور، ماليزيا. ودخل ما مجموعه 43 من الفرق الوطنية الأعضاء في الاتحاد الآسيوي المرحلة التأهيلية، وتم زجها في عشر مجموعات.
- منطقة الغرب كان عندها 23 مشترك من وسط آسيا، جنوب آسيا وغرب آسيا (ما عدا قطر المضيفة التي لم تدخل المرحلة التأهيلية)، حيث تم زجهم في ثلاث مجموعات من خمس فرق ومجموعتين من أربع فرق.
- منطقة الشرق كان عندها 20 مشترك من آسيان وشرق آسيا، حيث تم زجهم في خمس مجموعات من أربع فرق.

صنفت الفرق وفقاً لأداءها في الموسم السابق في عام 2013.
|                             | الوعاء 1                                                      | الوعاء 2                                       | الوعاء 3                                                     | الوعاء 4                                        | الوعاء 5                          |
| --------------------------- | ------------------------------------------------------------- | ---------------------------------------------- | ------------------------------------------------------------ | ----------------------------------------------- | --------------------------------- |
| منطقة الغرب (المجموعات أ–ر) | العراق · الأردن · السعودية · سوريا · الإمارات العربية المتحدة | إيران · الكويت · عمان · أوزبكستان · اليمن      | البحرين · الهند · قرغيزستان · نيبال · طاجيكستان              | بنغلاديش · لبنان · باكستان · فلسطين · سريلانكا  | أفغانستان · المالديف · تركمانستان |
| منطقة الشرق (المجموعات س–ف) | أستراليا · الصين · اليابان · كوريا الشمالية · كوريا الجنوبية  | إندونيسيا · لاوس · ماليزيا · ميانمار · تايلاند | كمبوديا · تايبيه الصينية · سنغافورة · تيمور الشرقية · فيتنام | بروناي · هونغ كونغ · ماكاو1 · منغوليا · الفلبين |                                   |

| لم يدخلوا   | لم يدخلوا                    |
| ----------- | ---------------------------- |
| منطقة الغرب | بوتان                        |
| منطقة الشرق | غوام · جزر ماريانا الشمالية1 |

الملاحظات
1 غير عضو في اللجنة الدولية الأولمبية، غير مؤهل للألعاب الأولمبية.

## النظام
في كل مجموعة، لعبت الفرق مع بعضها البعض في مكان مركزي. تأهل متصدرو المجموعات العشر وأفضل الثواني الخمس من جميع المجموعات للبطولة النهائية.

### معايير كسر التعادل
جرى ترتيب الفرق وفقاً للنقاط (3 نقاط للفوز، نقطة واحدة للتعادل، 0 نقطة للخسارة). إذا تعادلوا بالنقاط، فإنه سيتم تطبيق معايير كسر التعادل بالترتيب التالي:
1. عدد أكبر من النقاط التي تم الحصول عليها في مباريات المجموعة بين الفرق المعنية؛
2. فارق الأهداف الناتج عن مباريات المجموعة بين الفرق المعنية؛
3. عدد أكبر من الأهداف المسجلة في مباريات المجموعات بين الفرق المعنية؛
4. إذا كانت الفرق، بعد تطبيق المعايير من 1 إلى 3، ما زالت في مرتبة متساوية، فإن المعايير من 1 إلى 3 تطبق حصرًا على المباريات بين الفرق موضع السؤال لتحديد ترتيبها النهائي. إذا لم يؤد هذا الإجراء إلى قرار، تطبق المعايير من 5 إلى 9؛
5. فارق الأهداف في جميع مباريات المجموعة؛
6. عدد أكبر من الأهداف المسجلة في جميع مباريات المجموعة؛
7. ركلات جزاء ترجيحية إذا كان الأمر يتعلق بفريقين فقط، وهما موجودان في مجال اللعب؛
8. عدد أقل من الدرجات المحسوبة وفقا لعدد البطاقات الصفراء والحمراء الواردة في مباريات المجموعة (نقطة واحدة لبطاقة صفراء واحدة، و3 نقاط لبطاقة حمراء بسبب بطاقتين صفراء، و3 نقاط لبطاقة حمراء مباشرة، و4 نقاط لبطاقة صفراء يتبعها بطاقة حمراء مباشرة)؛
9. سحب القرعة.

## مرحلة المجموعات
لعبت المباريات في الفترة من 23 إلى 31 مارس 2015 بالنسبة للمجموعتين أ وج (المجموعات المكونة من خمس فرق)؛ ومن 27 إلى 31 مارس 2015 للمجموعات د–ف (المجموعات المكونة من أربع فرق)؛ ومن 16 إلى 20 مايو 2015 للمجموعة ب (بسبب التأجيل).
| دليل                                                 |
| ---------------------------------------------------- |
| فائزو المجموعات وأفضل الثواني الخمس تأهلوا للنهائيات |

### المجموعة أ
- أقيمت جميع المباريات في عمان.
- الأوقات المذكورة حسب ت ع م+4.

| م | الفريق   | لعب | ف | ت | خ | أ.له | أ.ع | أ.ف | نقاط | التأهل           |
| - | -------- | --- | - | - | - | ---- | --- | --- | ---- | ---------------- |
| 1 | العراق   | 4   | 3 | 1 | 0 | 15   | 4   | +11 | 10   | البطولة النهائية |
| 2 | عمان (H) | 4   | 2 | 2 | 0 | 12   | 3   | +9  | 8    |                  |
| 3 | البحرين  | 4   | 1 | 2 | 1 | 4    | 3   | +1  | 5    |                  |
| 4 | لبنان    | 4   | 1 | 1 | 2 | 3    | 9   | −6  | 4    |                  |
| 5 | المالديف | 4   | 0 | 0 | 4 | 2    | 17  | −15 | 0    |                  |

| البحرين             | 1–1   | عمان                     |
| ------------------- | ----- | ------------------------ |
| عبد الله العجمي 46' | تقرير | سعود الفارسي 77' (ركلة.) |

| المالديف      | 1–2   | لبنان                  |
| ------------- | ----- | ---------------------- |
| محمد عرفان 4' | تقرير | أليكسيس خزاقة 65'، 79' |

| لبنان              | 1–4   | العراق                                             |
| ------------------ | ----- | -------------------------------------------------- |
| محمود سبليني 90+3' | تقرير | أيمن حسين 44' · مهدي كامل 72'، 85' · أمجد وليد 81' |

| المالديف | 0–3   | البحرين                                    |
| -------- | ----- | ------------------------------------------ |
|          | تقرير | كميل الأسود 20'، 88' (ركلة.) · علي مدن 59' |

| العراق                                                                                           | 7–1   | المالديف      |
| ------------------------------------------------------------------------------------------------ | ----- | ------------- |
| أمجد وليد 3'، 65' · مهدي كامل 45+2' · بشار رسن 47'، 90+3' · عبد القادر طارق 76' · علي حصني 90+2' | تقرير | حمزة محمد 27' |

| عمان                                                       | 4–0   | لبنان |
| ---------------------------------------------------------- | ----- | ----- |
| سعود الفارسي 11'، 60' · أحمد السيابي 16' · عمر الفزاري 19' | تقرير |       |

| عمان                                                                               | 5–0   | المالديف |
| ---------------------------------------------------------------------------------- | ----- | -------- |
| عمر المالكي 7' · حاتم الحمحمي 20'، 24'، 56' (ركلة.) · إشهاد عبيد آل عبد السلام 72' | تقرير |          |

| البحرين | 0–2   | العراق                        |
| ------- | ----- | ----------------------------- |
|         | تقرير | أيمن حسين 84' · أمجد وليد 88' |

| لبنان | 0–0   | البحرين |
| ----- | ----- | ------- |
|       | تقرير |         |

| العراق                               | 2–2   | عمان                                        |
| ------------------------------------ | ----- | ------------------------------------------- |
| نادر مبروك 3' (ه.ذ.) · مهدي كامل 47' | تقرير | سعود الفارسي 88' (ركلة.) · أنور الهنائي 88' |

### المجموعة ب
- كان من المقرر أصلاً عقد جميع المباريات في باكستان، في الفترة ما بين 23 و31 مارس 2015 في ملعب البنجاب، لاهور، لكنها أجلت بسبب اعتبارات السلامة والأمن بعد التفجيرات والاضطرابات المدنية في المدينة.[7]
- تقرر فيما بعد أن تعقد جميع المباريات في الإمارات العربية المتحدة في الفترة من 16 إلى 24 مايو 2015.[8] وبعد انسحاب تركمانستان، تم تقصير التواريخ إلى الفترة من 16 إلى 20 مايو 2015.[9]
- الأوقات المذكورة حسب ت ع م+4.

| م | الفريق     | لعب | ف | ت | خ | أ.له | أ.ع | أ.ف | نقاط | التأهل           |
| - | ---------- | --- | - | - | - | ---- | --- | --- | ---- | ---------------- |
| 1 | الأردن     | 3   | 2 | 1 | 0 | 12   | 3   | +9  | 7    | البطولة النهائية |
| 2 | الكويت     | 3   | 1 | 2 | 0 | 5    | 3   | +2  | 5    |                  |
| 3 | باكستان    | 3   | 1 | 0 | 2 | 3    | 8   | −5  | 3    |                  |
| 4 | قرغيزستان  | 3   | 0 | 1 | 2 | 1    | 7   | −6  | 1    |                  |
| 5 | تركمانستان | 0   | 0 | 0 | 0 | 0    | 0   | 0   | 0    | انسحبت           |

| الأردن                                                        | 5–0   | باكستان |
| ------------------------------------------------------------- | ----- | ------- |
| محمود المرضي 11'، 64' · صالح راتب 23' · ليث البشتاوي 66'، 79' | تقرير |         |

| الكويت | 0–0   | قرغيزستان |
| ------ | ----- | --------- |
|        | تقرير |           |

| باكستان | 0–2   | الكويت              |
| ------- | ----- | ------------------- |
|         | تقرير | فيصل العازمي 3'، 8' |

| قرغيزستان | 0–4   | الأردن                                                            |
| --------- | ----- | ----------------------------------------------------------------- |
|           | تقرير | صالح راتب 3' · فراس شلباية 65' · بهاء فيصل 70' · محمود المرضي 90' |

| الأردن                  | 3–3   | الكويت                                    |
| ----------------------- | ----- | ----------------------------------------- |
| بهاء فيصل 58'، 71'، 85' | تقرير | فيصل العازمي 63'، 68' · محمد النصار 90+4' |

| قرغيزستان           | 1–3   | باكستان                                                  |
| ------------------- | ----- | -------------------------------------------------------- |
| آفازبيك أوتكييف 25' | تقرير | صدام حسين 40' · ماناس كاريبوف 55' (ه.ذ.) · منصور خان 88' |

### المجموعة ج
- أقيمت جميع المباريات في إيران.
- الأوقات المذكورة حسب ت ع م+4:30.

| م | الفريق    | لعب | ف | ت | خ | أ.له | أ.ع | أ.ف | نقاط | التأهل           |
| - | --------- | --- | - | - | - | ---- | --- | --- | ---- | ---------------- |
| 1 | السعودية  | 4   | 3 | 1 | 0 | 9    | 1   | +8  | 10   | البطولة النهائية |
| 2 | إيران (H) | 4   | 3 | 0 | 1 | 15   | 2   | +13 | 9    | البطولة النهائية |
| 3 | فلسطين    | 4   | 2 | 0 | 2 | 6    | 4   | +2  | 6    |                  |
| 4 | أفغانستان | 4   | 1 | 1 | 2 | 2    | 8   | −6  | 4    |                  |
| 5 | نيبال     | 4   | 0 | 0 | 4 | 0    | 17  | −17 | 0    |                  |

| أفغانستان | 0–2   | فلسطين                                   |
| --------- | ----- | ---------------------------------------- |
|           | تقرير | محمود أبو وردة 7' · محمود الشيخ قاسم 75' |

| نيبال | 0–5   | إيران                                                                                               |
| ----- | ----- | --------------------------------------------------------------------------------------------------- |
|       | تقرير | أمير أرسلان مطهري 14' · بهنام برزاي 27' (ركلة.) · سردار آزمون 54' · علي كريمي 67' · شاهين ثاقبي 87' |

| فلسطين | 0–1   | السعودية                  |
| ------ | ----- | ------------------------- |
|        | تقرير | عبد الله مادو 88' (ركلة.) |

| أفغانستان                                         | 2–0   | نيبال |
| ------------------------------------------------- | ----- | ----- |
| خالد أحمد شريف 76' · سيد محمد هاشمي 90+1' (ركلة.) | تقرير |       |

| السعودية | 0–0   | أفغانستان |
| -------- | ----- | --------- |
|          | تقرير |           |

| إيران                                                  | 3–0   | فلسطين |
| ------------------------------------------------------ | ----- | ------ |
| سردار آزمون 49' · أمير أرسلان مطهري 80'، 90+3' (ركلة.) | تقرير |        |

| نيبال | 0–6   | السعودية                                                                                           |
| ----- | ----- | -------------------------------------------------------------------------------------------------- |
|       | تقرير | مصطفى بصاص 22' · أحمد الناظري 28'، 45' · محمد الصيعري 63' · ريان الموسى 77' · صالح خالد الشهري 85' |

| إيران                                                                                                   | 6–0   | أفغانستان |
| --- | ----- | --------- |
| سردار آزمون 12'، 74' · محمد حسين مرادمند 24' · ميلاد كمنداني 28' · علي رضا جهانبخش 38' · روزبه جشمي 61' | تقرير |           |

| فلسطين                                     | 4–0   | نيبال |
| ------------------------------------------ | ----- | ----- |
| محمد مراعبة 31'، 63' · فادي زيدان 64'، 80' | تقرير |       |

| السعودية                                      | 2–1   | إيران                      |
| --------------------------------------------- | ----- | -------------------------- |
| عبد الفتاح عسيري 70' · عبد الرحمن الغامدي 81' | تقرير | سعيد عوض اليامي 84' (ه.ذ.) |

### المجموعة د
- أقيمت جميع المباريات في الإمارات العربية المتحدة.
- الأوقات المذكورة حسب ت ع م+4.

| م | الفريق                       | لعب | ف | ت | خ | أ.له | أ.ع | أ.ف | نقاط | التأهل           |
| - | ---------------------------- | --- | - | - | - | ---- | --- | --- | ---- | ---------------- |
| 1 | الإمارات العربية المتحدة (H) | 3   | 3 | 0 | 0 | 8    | 0   | +8  | 9    | البطولة النهائية |
| 2 | اليمن                        | 3   | 2 | 0 | 1 | 7    | 2   | +5  | 6    | البطولة النهائية |
| 3 | طاجيكستان                    | 3   | 1 | 0 | 2 | 6    | 6   | 0   | 3    |                  |
| 4 | سريلانكا                     | 3   | 0 | 0 | 3 | 1    | 14  | −13 | 0    |                  |

| الإمارات العربية المتحدة                                                         | 4–0   | سريلانكا |
| -------------------------------------------------------------------------------- | ----- | -------- |
| خلفان مبارك 15' · يوسف سعيد 30' (ركلة.) · أحمد ربيع 52' · سونيل روشان 64' (ه.ذ.) | تقرير |          |

| اليمن                 | 2–1   | طاجيكستان        |
| --------------------- | ----- | ---------------- |
| أيمن الهاجري 21'، 78' | تقرير | روميش جليلوف 61' |

| سريلانكا | 0–5   | اليمن                                                                                 |
| -------- | ----- | ------------------------------------------------------------------------------------- |
|          | تقرير | علاء الدين مهدي 1' · محمد السروري 14' · وليد الحبيشي 57' · ياسر علي الجابر 65'، 90+5' |

| طاجيكستان | 0–3   | الإمارات العربية المتحدة                               |
| --------- | ----- | ------------------------------------------------------ |
|           | تقرير | يوسف سعيد 14' (ركلة.) · أحمد برمان 21' · أحمد ربيع 61' |

| الإمارات العربية المتحدة | 1–0   | اليمن |
| ------------------------ | ----- | ----- |
| سيف راشد 49'             | تقرير |       |

| طاجيكستان | 5–1   | سريلانكا              |
| --- | ----- | --------------------- |
| برويزجان عمرباييف 37' (ركلة.) · فيروز رحمتوف 46' · جهانغير علييف 71' · نوروز رستموف 82' · جهانغير إرغاشيف 88' | تقرير | زوهار محمد زاروان 25' |

### المجموعة ر
- أقيمت جميع المباريات في بنغلاديش.
- الأوقات المذكورة حسب ت ع م+6.

| م | الفريق       | لعب | ف | ت | خ | أ.له | أ.ع | أ.ف | نقاط | التأهل           |
| - | ------------ | --- | - | - | - | ---- | --- | --- | ---- | ---------------- |
| 1 | سوريا        | 3   | 3 | 0 | 0 | 10   | 1   | +9  | 9    | البطولة النهائية |
| 2 | أوزبكستان    | 3   | 2 | 0 | 1 | 7    | 2   | +5  | 6    | البطولة النهائية |
| 3 | الهند        | 3   | 0 | 1 | 2 | 0    | 6   | −6  | 1    |                  |
| 4 | بنغلاديش (H) | 3   | 0 | 1 | 2 | 0    | 8   | −8  | 1    |                  |

| أوزبكستان                                | 2–0   | الهند |
| ---------------------------------------- | ----- | ----- |
| إيغور سيرغييف 87' · فلاديمير كوزاك 90+2' | تقرير |       |

| سوريا                                                            | 4–0   | بنغلاديش |
| ---------------------------------------------------------------- | ----- | -------- |
| عمر خربين 5'، 45+2' (ركلة.) · محمود البحر 15' · محمود المواس 81' | تقرير |          |

| الهند | 0–4   | سوريا                                        |
| ----- | ----- | -------------------------------------------- |
|       | تقرير | محمود المواس 15'، 82' · عمر خربين 45+3'، 61' |

| بنغلاديش | 0–4   | أوزبكستان                                                                 |
| -------- | ----- | ------------------------------------------------------------------------- |
|          | تقرير | جلال الدين ماشاريبوف 4' · سردار رحمانوف 12'، 29' · عباسبيك ماخستالييف 40' |

| سوريا                        | 2–1   | أوزبكستان              |
| ---------------------------- | ----- | ---------------------- |
| عمر خربين 29'، 45+2' (ركلة.) | تقرير | عباسبيك ماخستالييف 59' |

| الهند | 0–0   | بنغلاديش |
| ----- | ----- | -------- |
|       | تقرير |          |

### المجموعة س
- أقيمت جميع المباريات في تايوان.
- الأوقات المذكورة حسب ت ع م+8.

| م | الفريق             | لعب | ف | ت | خ | أ.له | أ.ع | أ.ف | نقاط | التأهل           |
| - | ------------------ | --- | - | - | - | ---- | --- | --- | ---- | ---------------- |
| 1 | أستراليا           | 3   | 3 | 0 | 0 | 15   | 1   | +14 | 9    | البطولة النهائية |
| 2 | ميانمار            | 3   | 2 | 0 | 1 | 6    | 6   | 0   | 6    |                  |
| 3 | تايبيه الصينية (H) | 3   | 1 | 0 | 2 | 3    | 8   | −5  | 3    |                  |
| 4 | هونغ كونغ          | 3   | 0 | 0 | 3 | 2    | 11  | −9  | 0    |                  |

| أستراليا                                                              | 6–0   | هونغ كونغ |
| --------------------------------------------------------------------- | ----- | --------- |
| مصطفى أميني 10' · كونر بين 21'، 79' · جيمي ماكلارين 76'، 90+1'، 90+5' | تقرير |           |

| ميانمار                                   | 3–0   | تايبيه الصينية |
| ----------------------------------------- | ----- | -------------- |
| هلاينغ بو بو 26'، 69' · ناي لين تون 90+3' | تقرير |                |

| هونغ كونغ          | 1–2   | ميانمار               |
| ------------------ | ----- | --------------------- |
| ليونغ نوك هانغ 32' | تقرير | زون موي أونغ 53'، 62' |

| تايبيه الصينية | 0–4   | أستراليا                                                                |
| -------------- | ----- | ----------------------------------------------------------------------- |
|                | تقرير | جوشوا بريلانتي 2' · آدم تاغارات 45' · جوشوا سوتيريو 59' · براد سميث 78' |

| أستراليا                                         | 5–1   | ميانمار             |
| ------------------------------------------------ | ----- | ------------------- |
| أندرو هول 10'، 57'، 70' · جيمي ماكلارين 13'، 68' | تقرير | كاونغ سات ناينغ 78' |

| تايبيه الصينية                                    | 3–1   | هونغ كونغ        |
| ------------------------------------------------- | ----- | ---------------- |
| كو يو-تينغ 27' · وين تشيه-هاو 42' · وي يو-جين 57' | تقرير | ليونغ كا هاي 85' |

### المجموعة ص
- أقيمت جميع المباريات في تايلاند.
- الأوقات المذكورة حسب ت ع م+7.

| م | الفريق         | لعب | ف | ت | خ | أ.له | أ.ع | أ.ف | نقاط | التأهل           |
| - | -------------- | --- | - | - | - | ---- | --- | --- | ---- | ---------------- |
| 1 | كوريا الشمالية | 3   | 2 | 1 | 0 | 8    | 1   | +7  | 7    | البطولة النهائية |
| 2 | تايلاند (H)    | 3   | 2 | 1 | 0 | 7    | 2   | +5  | 7    | البطولة النهائية |
| 3 | كمبوديا        | 3   | 1 | 0 | 2 | 5    | 7   | −2  | 3    |                  |
| 4 | الفلبين        | 3   | 0 | 0 | 3 | 2    | 12  | −10 | 0    |                  |

| كوريا الشمالية                                                                       | 4–0   | الفلبين |
| ------------------------------------------------------------------------------------ | ----- | ------- |
| ري هيونغ-جين 17' · سو كيونغ-جين 45+1' (ركلة.) · جانغ أوك-تشول 62' · باك هيون-إيل 80' | تقرير |         |

| تايلاند                                     | 2–1   | كمبوديا             |
| ------------------------------------------- | ----- | ------------------- |
| بينيو إينبينيت 57' · تشينروب سامفاودي 90+5' | تقرير | براك موني أودوم 12' |

| كمبوديا             | 1–4   | كوريا الشمالية                                                         |
| ------------------- | ----- | ---------------------------------------------------------------------- |
| ساري ماتنوروتين 84' | تقرير | هو ميونغ-تشول 17' · كيم جو-سونغ 38' · جو كوانغ 56' · جانغ كوك-تشول 69' |

| الفلبين           | 1–5   | تايلاند |
| ----------------- | ----- | --- |
| باولو سالينغا 89' | تقرير | كاسيديتش ويتاياوونغ 12' · باكورن بريماك 47' (ركلة.) · تشينروب سامفاودي 56' · تشاووات فيراتشات 62' · بينيو إينبينيت 67' |

| كمبوديا                                | 3–1   | الفلبين             |
| -------------------------------------- | ----- | ------------------- |
| تشان فاتاناكا 5'، 10' · سووي فيسال 16' | تقرير | فيتش أربوليدا 90+2' |

| كوريا الشمالية | 0–0   | تايلاند |
| -------------- | ----- | ------- |
|                | تقرير |         |

### المجموعة ط
- أقيمت جميع المباريات في إندونيسيا.
- الأوقات المذكورة حسب ت ع م+7.

| م | الفريق         | لعب | ف | ت | خ | أ.له | أ.ع | أ.ف | نقاط | التأهل           |
| - | -------------- | --- | - | - | - | ---- | --- | --- | ---- | ---------------- |
| 1 | كوريا الجنوبية | 3   | 3 | 0 | 0 | 12   | 0   | +12 | 9    | البطولة النهائية |
| 2 | إندونيسيا (H)  | 3   | 2 | 0 | 1 | 7    | 4   | +3  | 6    |                  |
| 3 | تيمور الشرقية  | 3   | 1 | 0 | 2 | 3    | 8   | −5  | 3    |                  |
| 4 | بروناي         | 3   | 0 | 0 | 3 | 0    | 10  | −10 | 0    |                  |

| كوريا الجنوبية                                                                                              | 5–0   | بروناي |
| --- | ----- | ------ |
| لي يونغ-جاي 3' · جونغ سيونغ-هيون 29' · كيم هيون 39' (ركلة.) · كوون تشانغ-هون 57' (ركلة.) · جانغ هيون-سو 76' | تقرير |        |

| إندونيسيا                                                                                           | 5–0   | تيمور الشرقية |
| --------------------------------------------------------------------------------------------------- | ----- | ------------- |
| آدم أليس 17' · ماناهاتي ليستوسين 45+1' (ركلة.) · إيفان ديماس 51' · مخلص هادي 66' · هانسامو ياما 86' | تقرير |               |

| بروناي | 0–2   | إندونيسيا                           |
| ------ | ----- | ----------------------------------- |
|        | تقرير | أحمد نوفيانداني 70' · مخلص هادي 87' |

| تيمور الشرقية | 0–3   | كوريا الجنوبية                                     |
| ------------- | ----- | -------------------------------------------------- |
|               | تقرير | مون تشانغ-جين 17' (ركلة.)، 47' · كيم سيونغ-جون 44' |

| كوريا الجنوبية                                                                | 4–0   | إندونيسيا |
| ----------------------------------------------------------------------------- | ----- | --------- |
| جونغ سيونغ-هيون 52' · لي تشان-دونغ 71' · كيم سيونغ-جون 83' · لي تشانغ-مين 87' | تقرير |           |

| تيمور الشرقية                                                            | 3–0   | بروناي |
| ------------------------------------------------------------------------ | ----- | ------ |
| إزيكييل فرنانديس 24' · هنريكي كروز 90' · أغوستينيو دا سيلفا أراوجو 90+3' | تقرير |        |

### المجموعة ع
- أقيمت جميع المباريات في ماليزيا.
- الأوقات المذكورة حسب ت ع م+8.

| م | الفريق      | لعب | ف | ت | خ | أ.له | أ.ع | أ.ف | نقاط | التأهل           |
| - | ----------- | --- | - | - | - | ---- | --- | --- | ---- | ---------------- |
| 1 | اليابان     | 3   | 3 | 0 | 0 | 10   | 0   | +10 | 9    | البطولة النهائية |
| 2 | فيتنام      | 3   | 2 | 0 | 1 | 9    | 3   | +6  | 6    | البطولة النهائية |
| 3 | ماليزيا (H) | 3   | 1 | 0 | 2 | 3    | 3   | 0   | 3    |                  |
| 4 | ماكاو       | 3   | 0 | 0 | 3 | 0    | 16  | −16 | 0    |                  |

| اليابان | 7–0   | ماكاو |
| --- | ----- | ----- |
| واتارو إندو 22' · يوتا تويوكاوا 26' · غاكوتو نوتسودا 31'، 90+2' · تانغ هو فاي 33' (ه.ذ.) · موساشي سوزوكي 66' · تاكومي مينامينو 90+3' | تقرير |       |

| ماليزيا                  | 1–2   | فيتنام                                |
| ------------------------ | ----- | ------------------------------------- |
| نذير النعيم تشي هاشم 34' | تقرير | فو هوي توان 38' · نغوين كونغ فونغ 44' |

| ماكاو | 0–2   | ماليزيا                                                   |
| ----- | ----- | --------------------------------------------------------- |
|       | تقرير | شهر الأزوري إبراهيم 12' (ركلة.) · وان أحمد أميرزافران 67' |

| فيتنام | 0–2   | اليابان                  |
| ------ | ----- | ------------------------ |
|        | تقرير | شويا ناكاجيما 43'، 90+3' |

| فيتنام                                                                                | 7–0   | ماكاو |
| ------------------------------------------------------------------------------------- | ----- | ----- |
| هو نغوك تانغ 3' · لي تان بين 5'، 21'، 43' · نغوين كونغ فونغ 19'، 45+1' (ركلة.)، 90+3' | تقرير |       |

| اليابان       | 1–0   | ماليزيا |
| ------------- | ----- | ------- |
| يويا كوبو 41' | تقرير |         |

### المجموعة ف
- أقيمت جميع المباريات في لاوس.
- الأوقات المذكورة حسب ت ع م+7.

| م | الفريق   | لعب | ف | ت | خ | أ.له | أ.ع | أ.ف | نقاط | التأهل           |
| - | -------- | --- | - | - | - | ---- | --- | --- | ---- | ---------------- |
| 1 | الصين    | 3   | 3 | 0 | 0 | 13   | 0   | +13 | 9    | البطولة النهائية |
| 2 | لاوس (H) | 3   | 1 | 1 | 1 | 7    | 3   | +4  | 4    |                  |
| 3 | سنغافورة | 3   | 0 | 2 | 1 | 2    | 7   | −5  | 2    |                  |
| 4 | منغوليا  | 3   | 0 | 1 | 2 | 2    | 14  | −12 | 1    |                  |

| الصين                                                                  | 5–0   | منغوليا |
| ---------------------------------------------------------------------- | ----- | ------- |
| وو شينغهان 3' · شي بينغفي 24' · شو شين 39' (ركلة.) · تشين هاو 60'، 78' | تقرير |         |

| لاوس | 0–0   | سنغافورة |
| ---- | ----- | -------- |
|      | تقرير |          |

| سنغافورة | 0–5   | الصين                                                                                |
| -------- | ----- | ------------------------------------------------------------------------------------ |
|          | تقرير | لي يوانيي 2' · فينغ غانغ 39' · شو شين 58' (ركلة.) · زانغ ييفينغ 66' · وو شينغهان 79' |

| منغوليا | 0–7   | لاوس |
| ------- | ----- | --- |
|         | تقرير | كونيسافان سيهافونغ 32' · سيتيديت كانتافونغ 45'، 60' · تيني بونمالاي 63' · فوتاساي كوتشاليرن 68' · أرميساي كينتافونغ 84' · سوكتشيندا ناتفاسوك 87' |

| سنغافورة            | 2–2   | منغوليا                                               |
| ------------------- | ----- | ----------------------------------------------------- |
| عرفان فندي 18'، 59' | تقرير | مونغونشاغاي تسوغتباتار 8' · بوريفدورج إردينيبات 45+1' |

| الصين                                      | 3–0   | لاوس |
| ------------------------------------------ | ----- | ---- |
| فينغ غانغ 17' · شي بينغفي 53' · غو هاو 77' | تقرير |      |

## ترتيب الفرق المدرجة في المركز الثاني
لضمان المساواة لدى مقارنة الفريق الوصيف لجميع المجموعات، جرى تجاهل نتائج المباريات ضد الفريق في المركز الخامس في المجموعتين أ وج لأن المجموعات الأخرى ليس لديها سوى أربع فرق.
تم تحديد أفضل الفرق المدرجة في المركز الثاني بين الذين احتلوا المركز الثاني في المجموعات على النحو التالي:
1. عدد أكبر من النقاط التي تم الحصول عليها من مباريات المجموعة الذي حدده الاتحاد الآسيوي؛
2. فارق الأهداف الناتج عن مباريات المجموعة الذي حدده الاتحاد الآسيوي؛
3. عدد أكبر من الأهداف المسجلة في مباريات المجموعة الذي حدده الاتحاد الآسيوي؛
4. عدد أكبر من الانتصارات في مباريات المجموعة الذي عدده الاتحاد الآسيوي؛
5. عدد أقل من الدرجات المحسوبة وفقا لعدد البطاقات الصفراء والحمراء الواردة في مباريات المجموعة الذي حدده الاتحاد الآسيوي (نقطة واحدة لبطاقة صفراء واحدة، و3 نقاط لبطاقة حمراء بسبب بطاقتين صفراء، و3 نقاط لبطاقة حمراء مباشرة، و4 نقاط لبطاقة صفراء يتبعها بطاقة حمراء مباشرة)؛
6. سحب القرعة.

| م  | مج | الفريق    | لعب | ف | ت | خ | أ.له | أ.ع | أ.ف | نقاط | التأهل           |
| -- | -- | --------- | --- | - | - | - | ---- | --- | --- | ---- | ---------------- |
| 1  | ص  | تايلاند   | 3   | 2 | 1 | 0 | 7    | 2   | +5  | 7    | البطولة النهائية |
| 2  | ج  | إيران     | 3   | 2 | 0 | 1 | 10   | 2   | +8  | 6    | البطولة النهائية |
| 3  | ع  | فيتنام    | 3   | 2 | 0 | 1 | 9    | 3   | +6  | 6    | البطولة النهائية |
| 4  | د  | اليمن     | 3   | 2 | 0 | 1 | 7    | 2   | +5  | 6    | البطولة النهائية |
| 5  | ر  | أوزبكستان | 3   | 2 | 0 | 1 | 7    | 2   | +5  | 6    | البطولة النهائية |
| 6  | ط  | إندونيسيا | 3   | 2 | 0 | 1 | 7    | 4   | +3  | 6    |                  |
| 7  | س  | ميانمار   | 3   | 2 | 0 | 1 | 6    | 6   | 0   | 6    |                  |
| 8  | أ  | عمان      | 3   | 1 | 2 | 0 | 7    | 3   | +4  | 5    |                  |
| 9  | ب  | الكويت    | 3   | 1 | 2 | 0 | 5    | 3   | +2  | 5    |                  |
| 10 | ف  | لاوس      | 3   | 1 | 1 | 1 | 7    | 3   | +4  | 4    |                  |

1. 1 2  جرى ترتيب اليمن وأوزبكستان حسب النقاط التأديبية.

## الفرق المتأهلة
تأهلت الفرق الـ16 التالية للبطولة النهائية.
| الفريق                   | تأهل بوصفه       | تأهل في        | المظاهر السابقة في البطولة2 |
| ------------------------ | ---------------- | -------------- | --------------------------- |
| قطر                      | المضيف           | 28 نوفمبر 2014 | 0 (ظهور لأول مرة)           |
| العراق                   | متصدر المجموعة أ | 31 مارس 2015   | 1 (2013)                    |
| الأردن                   | متصدر المجموعة ب | 20 مايو 2015   | 1 (2013)                    |
| السعودية                 | متصدر المجموعة ج | 31 مارس 2015   | 1 (2013)                    |
| الإمارات العربية المتحدة | متصدر المجموعة د | 31 مارس 2015   | 1 (2013)                    |
| سوريا                    | متصدر المجموعة ر | 31 مارس 2015   | 1 (2013)                    |
| أستراليا                 | متصدر المجموعة س | 31 مارس 2015   | 1 (2013)                    |
| كوريا الشمالية           | متصدر المجموعة ص | 31 مارس 2015   | 1 (2013)                    |
| كوريا الجنوبية           | متصدر المجموعة ط | 31 مارس 2015   | 1 (2013)                    |
| اليابان                  | متصدر المجموعة ع | 31 مارس 2015   | 1 (2013)                    |
| الصين                    | متصدر المجموعة ف | 31 مارس 2015   | 1 (2013)                    |
| تايلاند                  | أفضل وصيف        | 31 مارس 2015   | 0 (ظهور لأول مرة)           |
| إيران                    | ثاني أفضل وصيف   | 31 مارس 2015   | 1 (2013)                    |
| فيتنام                   | ثالث أفضل وصيف   | 31 مارس 2015   | 0 (ظهور لأول مرة)           |
| اليمن                    | رابع أفضل وصيف   | 31 مارس 2015   | 1 (2013)                    |
| أوزبكستان                | خامس أفضل وصيف   | 20 مايو 2015   | 1 (2013)                    |

2 يشير العريض إلى البطل لتلك السنة. يشير المائل إلى المضيف لتلك لسنة.

## الهدافون
6 أهداف
- عمر خربين

5 أهداف
- جيمي ماكلارين

4 أهداف
- سردار آزمون
- مهدي كامل
- أمجد وليد
- بهاء فيصل
- فيصل العازمي
- سعود الفارسي
- نغوين كونغ فونغ

3 أهداف
- أندرو هول
- أمير أرسلان مطهري
- محمود المرضي
- حاتم الحمحمي
- محمود المواس
- لي تان بين

هدفان
- كونر بين
- كميل الأسود
- تشان فاتاناكا
- تشين هاو
- فينغ غانغ
- وو شينغهان
- شي بينغفي
- شو شين
- مخلص هادي
- أيمن حسين
- بشار رسن
- شويا ناكاجيما
- غاكوتو نوتسودا
- ليث البشتاوي
- صالح راتب
- جونغ سيونغ-هيون
- كيم سيونغ-جون
- مون تشانغ-جين
- سيتيديت كانتافونغ
- أليكسيس خزاقة
- هلاينغ بو بو
- زون موي أونغ
- محمد مراعبة
- فادي زيدان
- أحمد الناظري
- عرفان فندي
- بينيو إينبينيت
- تشينروب سامفاودي
- أحمد ربيع
- يوسف سعيد
- عباسبيك ماخستالييف
- سردار رحمانوف
- ياسر علي الجابر
- أيمن الهاجري

هدف
- سيد محمد هاشمي
- خالد أحمد شريف
- مصطفى أميني
- جوشوا بريلانتي
- براد سميث
- جوشوا سوتيريو
- آدم تاغارات
- عبد الله العجمي
- علي مدن
- ساري ماتنوروتين
- براك موني أودوم
- سووي فيسال
- غو هاو
- لي يوانيي
- زانغ ييفينغ
- كو يو-تينغ
- وي يو-جين
- وين تشيه-هاو
- ليونغ كا هاي
- ليونغ نوك هانغ
- إيفان ديماس
- ماناهاتي ليستوسين
- أحمد نوفيانداني
- آدم أليس
- هانسامو ياما
- بهنام برزاي
- روزبه جشمي
- علي رضا جهانبخش
- ميلاد كمنداني
- علي كريمي
- محمد حسين مرادمند
- شاهين ثاقبي
- علي حصني
- عبد القادر طارق
- واتارو إندو
- يويا كوبو
- تاكومي مينامينو
- موساشي سوزوكي
- يوتا تويوكاوا
- فراس شلباية
- هو ميونغ-تشول
- جانغ كوك-تشول
- جانغ أوك-تشول
- جو كوانغ
- كيم جو-سونغ
- باك هيون-إيل
- ري هيونغ-جين
- سو كيونغ-جين
- جانغ هيون-سو
- كيم هيون
- كوون تشانغ-هون
- لي تشان-دونغ
- لي تشانغ-مين
- لي يونغ-جاي
- محمد النصار
- آفازبيك أوتكييف
- تيني بونمالاي
- أرميساي كينتافونغ
- فوتاساي كوتشاليرن
- سوكتشيندا ناتفاسوك
- كونيسافان سيهافونغ
- محمود سبليني
- نذير النعيم تشي هاشم
- شهر الأزوري إبراهيم
- وان أحمد أميرزافران
- محمد عرفان
- حمزة محمد
- بوريفدورج إردينيبات
- مونغونشاغاي تسوغتباتار
- إشهاد عبيد آل عبد السلام
- عمر الفزاري
- أنور الهنائي
- عمر المالكي
- أحمد السيابي
- كاونغ سات ناينغ
- ناي لين تون
- صدام حسين
- منصور خان
- محمود أبو وردة
- محمود الشيخ قاسم
- فيتش أربوليدا
- باولو سالينغا
- مصطفى بصاص
- عبد الرحمن الغامدي
- ريان الموسى
- محمد الصيعري
- صالح خالد الشهري
- عبد الفتاح عسيري
- عبد الله مادو
- محمود البحر
- زوهار محمد زاروان
- جهانغير علييف
- جهانغير إرغاشيف
- روميش جليلوف
- فيروز رحمتوف
- نوروز رستموف
- برويزجان عمرباييف
- باكورن بريماك
- كاسيديتش ويتاياوونغ
- تشاووات فيراتشات
- أغوستينيو دا سيلفا أراوجو
- إزيكييل فرنانديس
- هنريكي كروز
- أحمد برمان
- خلفان مبارك
- سيف راشد
- فلاديمير كوزاك
- جلال الدين ماشاريبوف
- إيغور سيرغييف
- هو نغوك تانغ
- فو هوي توان
- وليد الحبيشي
- محمد السروري
- علاء الدين مهدي

هدف ذاتي
- ماناس كاريبوف (لعب ضد باكستان)
- تانغ هو فاي (لعب ضد اليابان)
- نادر مبروك (لعب ضد العراق)
- سعيد عوض اليامي (لعب ضد إيران)
- سونيل روشان (لعب ضد الإمارات العربية المتحدة)

مصدر: The-AFC.com 

## وصلات خارجية
- الموقع الرسمي
، The-AFC.com